# Période Phagmodrupa
Pour les articles homonymes, voir Phagmo Drupa.
 (juin 2015).
Si vous disposez d'ouvrages ou d'articles de référence ou si vous connaissez des sites web de qualité traitant du thème abordé ici, merci de compléter l'article en donnant les références utiles à sa vérifiabilité et en les liant à la section « Notes et références ».
 (août 2016).
La dynastie Phagmodrupa ou période Phagmodru (tibétain : ཕག་མོ་གྲུ་པ་བཀའ་བརྒྱུད, Wylie : Phag-mo gru-pa bKa'-brgyud, 1351 — 1642) de l’histoire tibétaine débuta avec la domination sur le Tibet central (Ü-Tsang) du clan Lang, dont les sièges étaient le dzong de Nêdong (U) et les monastères de Densatil et de Tsetang. Entre 1351 et 1354, ils réussirent à écarter les Sakyapa appointés régents du Tibet depuis 1253 par le gouvernement sino-mongol de la dynastie Yuan. Le gouvernement qu’ils établirent garda le pouvoir jusqu’en 1481, mais le clan des fondateurs fut évincé en 1434 par le clan Rinpung, remplacé lui-même par les Tsangpa en 1566. Les rois Lang n’avait alors déjà plus de pouvoir réel et le dernier fut chassé de Lhassa en 1635.
Durant cette période, l’emprise administrative des Mongols s’était effacée tout en laissant des traces dans l’organisation du pays. La dynastie Ming qui succéda aux Yuan dès 1368 entretint avec le Tibet des rapports moins intenses que ses prédécesseurs. Changchub Gyaltsen, fondateur de la dynastie Lang-Phagmodrupa s’efforça de « retibétiser » le système légal et la vie de cour, centrée principalement sur les monastères de Densatil et Tsetang car les souverains Lang furent des moines jusqu'à la seconde moitié du XVe siècle. Cette période se termine avec l'invasion du Mongol Qoshot Güshi Khan, y plaçant l'école Gelugpa, et commence alors la période Ganden Phodrang (1642 — 1959).

## Origine des Phagmodrupa
Le nom par lequel la dynastie Lang et le gouvernement qu’elle instaura sont connus est celui de la lignée monastique Phagmodrupa ou Phagdru Kagyu, à laquelle elle était liée. Elle remonte à Phagmo Drupa, disciple de Gampopa et maître lui-même de huit fondateurs de branches Kagyu. Son siège était le monastère de Densatil (gDan-sa thel) construit en 1192 à l’emplacement de l’ermitage de Phagmo Drupa, situé dans le district de Sangri non loin de Tsetang. Le clan Lang, installé dans la région depuis le VIIe siècle, obtint le contrôle de la lignée lorsqu’un des leurs, Chenga Drakpa Jungne (1175–1255), en fut nommé troisième abbé en 1208. En 1253, lorsque Kublai Khan commença à mettre en place l’administration du Tibet, Dorje Pel (tibétain : རྡོ་རྗེ་དཔལ, Wylie : rdo rje dpal, frère de Chenga Drakpa Jungne, fut nommé administrateur héréditaire (tripon ou myriarche) de Nêdong. À partir de ce moment, le tripon fut un moine du clan Lang. Malgré l’insistance mise sur le monachisme par Changchub Gyaltsen, fondateur de la dynastie, qui souhaitait qu’un maximum de jeunes de sa famille entrent dans les ordres, ne mariant que le minimum nécessaire pour assurer la pérennité du clan, et malgré sa volonté d’établir à Tsetang un grand centre d’enseignement bouddhique, la lignée Phagmodrupa ne perdura pas en tant que tradition religieuse indépendante.

## Le fondateur
Celui qui établit le pouvoir des Phagmodrupa est Changchub Gyaltsen (1302–1364), ambitieux neveu du myriarche de Nêdong, moine, leader militaire et réformateur. Quatrième de six enfants, il était destiné à la vie monastique et devint novice dès 7 ans. En 1315, il fut envoyé au monastère de Sakya, capitale de facto du Tibet central où il fut un temps le subordonné direct de Gyalwa Zangpo (rGyal-ba bzang-po), chef des Sakyapa. Il retourna à Nêdong en 1320 ; peu après, son oncle le myriarche fut démis pour avoir tué un subalterne. Le Sakyapa Dragpa Gyaltsen se vit offrir le poste mais refusa, et Changchub Gyaltsen fut finalement désigné en 1322.
Il entama sans tarder des réformes administratives et une reconquête de territoires appartenant jadis aux Phagmodrupa. Il s’empara ainsi des myriarchies voisines de Tshal, Yasang et Drikung, ce qui lui valut de perdre, officiellement sinon de fait, sa fonction. En 1345, il comparut devant un conseil à Sakya convoqué pour résoudre la dispute. Il fut emprisonné et torturé, mais le conflit entre Gyalwa Zangpo et son principal ministre Nangchen Wangston (tibétain : ནང་ཆེན་དབང་བརྩོན, Wylie : nang chen dbang brtson) poussa le premier à voir en Changchub un allié possible. Il fut libéré en 1349 et retrouva officiellement sa position en 1352. Entretemps, en 1351, il avait envoyé à la cour des Yuan des représentants qui revinrent avec un sceau offert par l’empereur et la promesse que le tribut de Phagmodru serait réduit de moitié. Il établit cette même année un important monastère Phagmodrupa à Tsetang, le second après Densatil. Le pardon officiel de Changchub ayant été négocié avec l’aide du lama Kunpangpa (tibétain : བླ་མ་ཀུན་སྤངས་པ, Wylie : bla ma kun spangs pa), Wangston décida de frapper un grand coup : avec ses partisans il fit emprisonner Gyalwa Zangpo et tuer Kunpangpa en 1354. Ce fut pour Changchub Gyaltsen une bonne raison d’entamer les hostilités militaires envers Sakya, d’autant que sa puissance sur la région de l'Ü continuait de s’affirmer. En 1357, il accepta d’un envoyé de Shundi, dernier empereur des Yuan, le titre honorifique de Tai Situ (大司徒). En 1358, la mort soudaine et suspecte de Gyalwa Zangpo fut le prétexte d’une attaque victorieuse contre Sakya. Changchub fit emprisonner Wangston et remplaça les dignitaires Sakyapa par des hommes de son choix. Le Tibet central (Ü-Tsang) et une partie du Ngari tombèrent alors sous le contrôle des Pagmodrupa.
En 1361, Changchub Gyaltsen envoya à la cour chinoise où l’on était allé se plaindre de son comportement un tribut qui disposa l’empereur en sa faveur. Ce dernier en profita pour désigner l’un de ses neveux comme héritier, mais Changchub en choisit finalement un autre, Jamyang Shakya Gyaltsen. Il se retira après 1361 à Densatil où il rédigea ses mémoires et commanda une édition des Kanjur/Tanjur pour le monastère. Il mourut en 1364.

## Réformes
Changchub Gyaltsen voulait faire retrouver au Tibet l’éclat qu’il avait sous l’Empire du Tibet. Prenant le titre de desi (sde-srid), régent monastique, il réorganisa la division en myriarchies datant des Mongols en créant des rdzong ou dzong (districts) et abolit les lois mongoles en faveur de l’ancien code tibétain auquel il ajouta dix articles inspiré des préceptes bouddhistes. Les vêtements de cour mongols furent également écartés pour un costume tibétain. Il instaura une taxe agricole équivalant à 1/6 de la récolte et fit construire des routes et ponts ainsi que des postes armés pour lutter contre le brigandage.

## Succession

### Un siècle de paix
Le Tibet central connut un siècle de paix sous le règne des trois premiers successeurs de Changchub Gyaltsen. Le moine Jamyang Shakya Gyaltsen (tibétain : ཇམ་དབྱངས་ཤ་ཀྱ་རྒྱལ་མཚན, Wylie : jam dbyangs sha kya rgyal mtshan, 1340 – 1373) succéda à son oncle à sa mort en 1364. Il reçut un titre de « Maitre d’initiation» (guanding guoshi 灌頂國師) en 1372 des envoyés de Zhu Yuanzhang, premier des Ming. En 1406, son successeur Dakpa Gyaltsen fut invité à la cour chinoise mais déclina l’offre. Il reçut néanmoins les titres de « Maitre d’initiation» et de « Prince du Dhyana » (chanhuawang 闡化王).
Les successeurs de Changchub Gyaltsen furent tout d’abord moines comme lui. Ils prirent à partir de Drakpa Gyaltsen (1374-1432) les titres de « roi » (gong ma) ou « roi-dieu » (lha btsun). À partir de Gongma Ngagi Wangpo (1439-1491), la succession se fit en ligne directe.
À partir de 1434 les luttes reprirent, marquées par le remplacement des Lang par les Rinpung.

### Le Tibet auXIVesiècle
Comme celui des Sakyapa, le pouvoir des Phagnodrupa s’étendait essentiellement sur le Tibet central (Ü-Tsang). Le Kham restait alors peu peuplé malgré l’installation de réfugiés tangouts venus du royaume de Xixia ou Mi nyag après son attaque par les Mongols en 1227. L’Amdo, qui resta sous contrôle mongol jusqu’en 1370, abritait une variété de populations rivales parmi lesquelles dominaient les Monguors, un groupe mongol. Le commerce des chevaux et du thé était particulièrement intense dans ces régions orientales proche de la Chine.
L’empereur Shundi, dernier des Yuan, avait conféré à Changchub Gyaltsen le titre de Tai Situ et un sceau officiel, mais les Phagmodrupa ne reçurent pas le poste de vice-roi du Tibet. En 1368, les Ming remplacèrent les Yuan. L’empereur Hongwu envoya deux missions au Tibet (1369 et 1372/73) pour renouveler les titres décernés par les Yuan ; ce renouvellement aurait idéalement dû être entériné par une visite à la cour des Ming du lama titré portant tribut. Néanmoins, les grands lamas invités, comme le Phagmodrupa Dragpa Gyaltsen (1385 – 1432), le 4e Karmapa ou plus tard Tsong Khapa déclinèrent l’offre, les deux derniers envoyant néanmoins un jeune successeur ou un disciple. Les titres décernés par les Ming restèrent honorifiques, la possession du pouvoir étant déterminée par les luttes entre factions rivales sur le territoire du Tibet central.

### Les Rinpung et les Tsangpa
Namka Gyaltsen (Nam-mkha’ rgyal-mtshan), nommé administrateur des régions de Rinpung et Sakya (Tsang) par Dragpa Gyaltsen, prit Ripung comme nom de famille. En 1435, son successeur Dondrub Dorje (Don-grub rdo-rje) conquit Shigatse, et bientôt les Rinpung furent reconnus comme la force dominante du Tsang. Alliés aux Karma Kagyu, leur leader avait pour conseiller le 4e Shamarpa (Zhva-dmar Chos-kyi grags-pa ye-she) (1453 – 1526). Le monastère de Yangpachen fut construit en 1479 sous l’égide de Donyo Dorje (1462 – 1512). Voulant étendre sa lignée au Ü, le Shamarpa fit construire un monastère près de Lhassa avec l’aide des Rinpung, mais c’était aller au-devant de l’opposition des Gelugpa qui détenaient le pouvoir administratif sur Lhassa, alliés en l'occurrence des Phagmodrupa. Le nouveau monastère fut vite détruit, ce qui donna à Donyo Dorje l’occasion d’attaquer le Ü en 1480. Le pouvoir des Lang était réduit à presque rien. En 1488, les Rinpung étaient maîtres de tout le Tsang et en 1498 de la plus grande part du Ü et de Lhassa, où ils restèrent au pouvoir jusqu’en 1517. Durant cette période, le monlam des Gelugpa s’interrompit.
En 1517, les Phagmodrupa firent un bref retour à Lhassa avec l’aide des Drikung Kagyu et les Rinpung déplacèrent leur siège au Tsang. En 1557, Zhingshag Tseten Dorje (Zhing-shag Tshe-brtan rdo-rje), nommé gouverneur du Tsang en 1548 par le Rinpung Ngawang Namgyal (sDe-srid Ngag-dbang rnam-rgyal), entama une rébellion et devint seul maître du Tsang en 1565. Il prit rapidement le contrôle du Ü et fut le premier des rois Tsangpa liés eux aussi à Karma Kagyu, mais ses successeurs ne purent pas établir un pouvoir stable, malgré la puissance militaire de Karma Phuntsok Namgyal qui attaqua au les monastères de Drepung et Séra, mettant en fuite le 4e dalaï-lama. Le dernier Tsangpa, Karma Tenkyong, fut tué en 1642 par Güshi Khan, le Mongol, Qoshot qui mit les Gelugpa à la tête du Tibet.

## Liste des souverains Lang
Au pouvoir :

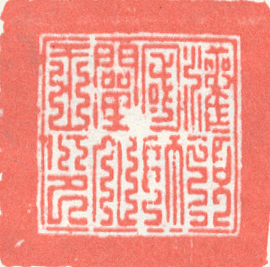
Cachet de Gongma Drakpa Gyaltsen, en grand sceau chinois

1. Tai Situ Changchub Gyaltsen ( Wylie : ta'i si tu byang chub rgyal mtshan) (1302-1364)
2. Desi Jamyang Shakya Gyaltsen ( Wylie : sde srid sh'akya rgyal mtshan) (1340-1373) neveu du précédent ;
3. Desi Drakpa Changchub ( Wylie : sde srid grags pa byang chub) (1356-1386) neveu du précédent ;
4. Desi Sonam Drakpa ( Wylie : sde srid bsod nams grags pa) (1359-1408) frère du précédent ;
5. Gongma Drakpa Gyaltsen ( Wylie : gong ma grags pa rgyal mtshan) (1374-1432) cousin du précédent ;
6. Gongma Drakpa Jungne ( Wylie : gong ma grags pa 'byung gnas) (1414-1446) neveu du précédent ;

Pouvoir nominal après l’émergence des Rinpung :
1. Gongma Kunga Lekpa (gong ma kun dga' legs pa) (1433-1483) frère du précédent ;
2. Gongma Ngagi Wangpo (gong ma ngag gi dbang po) (1439-1491) neveu du précédent ;
3. Gongma Ngawang Tashi Drakpa (gong ma ngag dbang bkra shis grags pa) (1488-1564) fils du précédent ;
4. Gongma Ngawang Drakpa (gong ma ngag dbang grags pa) (d. 1579?) petit-fils du précédent ;
5. Gongma Kagyud Nampar Gyal (gong ma bka brgyud nams par rgyal) (d. c. 1600) fils du précédent ;
6. Sonam Wangchuk Drakpa Namgyal Pal (gong ma bsod nams dbang phyug grags pa nams rgyal pal) fils du précédent ;

## Liste des souverains Rinpung
1. Norzang (1435-1466)
2. Kunzang (1466-c.1479) fils du précédent ;
3. Donyo Dorje (c.1479-1512) fils du précédent ;
4. Ngawang Namgyal (1512-c.1550) branche collatérale, petit-fils de Norzang ;
5. Dondup Tseten Dorje (c.1550-?) fils du précédent ;
6. Ngawang Jigme Drakpa (?-1565) frère du précédent ;

## Liste des souverains Tsangpa
1. Karma Tseten (1565 — avant 1582)
2. Karma Thutob Namgyal fils du précédent ;
3. Khunpang Lhawang Dorje frère du précédent ;
4. Karma Tensung (? — 1611?) frère du précédent ;
5. Karma Phuntsok Namgyal fils de Karma Thutob Namgyal ;
6. Karma Tenkyong (1620 — 1642) fils du précédent ;

### Sources
- “The rise of Changchub Gyaltsen and the Phagmo Drupa Period″  in Bulletin of Tibetology, 1981 Gangtok: Namgyal Institute of Tibetology
- Shakapa, Tsepon W.D. (1981)“The rise of Changchub Gyaltsen and the Phagmo Drupa Period″  in Bulletin of Tibetology, 1981 Gangtok: Namgyal Institute of Tibetology
- Shakapa, Tsepon W.D. (1967)Tibet: A Political History, Yale University Press, New Haven and London.
- 陳慶英，《西藏基本情況叢書西藏歷史》，五洲傳播出版社，2003， (ISBN 7-5010-1660-7)
- Alexander Berzin A Survey of Tibetan History: 4 The Pagmodru, Rinpung, and Tsangpa Hegemonies